# 前手性

sp^{2}-杂化的碳原子形成的对映平面上下，标注有这一前手性体系的 Re 和 Si 面。

当一个无手性分子中处于等同地位（对映异位、非对映异位）的一对原子或基团，被另一个不同于原来的原子或基团取代后，成为了手性分子，产生手性，这时原来的分子中进行取代的一个中心、轴或面就被称为是前手性的（Prochiral），也称为潜手性、原手性（prochirality）。
前手性一般可分为前手性中心、前手性轴和前手性面三种。例如，乙醇（CH3CH2OH）中的两个亚甲基氢原子是等同的（对映异位），但当其中之一被氘原子替换后，形成的 CH3CDHOH 具有对映异构，因此乙醇中的亚甲基碳原子就是一个前手性中心。前手性中心的两个等同基团可通过顺序规则中的R/S标记来识别。当相同的两个基团之一被高一级次序的基团取代，并且不改变原有基团的优先次序，根据所得到的化合物构型属R或S来确定原有化合物中这两个相同基团为“前(R)-基团”（pro-R）或“前(S)-基团”（pro-S）。
对于乙醛等存在 sp2-前手性的分子来说，可以通过另一套 Re/Si 标记辨别对映平面的两侧，从而确定出反应物对双键的加成方向。观察者从垂直于平面的方向向 sp2 碳原子看去，将该原子所结合的三个基团按顺序规则排列，若从大至小的顺序为顺时针方向，则此面记为 Re-面，反之则记为 Si-面。如果存在两个前手性中心，那么采用双标记法，记为 Re-Re 面、Re-Si 面或 Si-Si 面等。Re- 和 Si- 两个标记源于拉丁语，分别是 rectus（右）和 sinister（左）的缩写。
前手性的概念在生物化学中十分重要，因为许多生物学反应中的酶，自身作为具有手性特征的催化剂，可以识别两个相同的基团，而且只取代其中的一个或只从对映平面的一面进行进攻。将前手性分子转变为手性分子，并且生成不等量的立体异构体的过程称为不对称合成，也称手性合成。